# Логопедично училище, Тотлебен
В село Тотлебен, Плевенско се е намирало единственото в страната основно училище за логопедия за деца с нарушен говор.
В него са работили изключително на високо ниво логопеди и преподаватели от Софийския университет. Преобразувано е в Дом за деца, лишени от родителски грижи „Младен Антонов“ за деца от 6 до 18 години. През 1970 г. към училището се създава и специализирана логопедична детска градина. През 1987 г. тя има 5 групи.
Основано през 1962 г. по решение на Изпълкома на Общинския съвет в Плевен, започвайки със 7 – 8 учители без никакъв логопедичен опит, в резултат на съвместната работа и под методичното ръководство на преподаватели по логопедия от Софийския университет училището се превръща в школа, дала на страната едни от най-добрите професионалисти.
Училището произвежда педагози и логопеди с богат професионален опит. Те преминават през периодични квалифициионни курсове в Института за усъвършенствуване на учителите (сега Департамент за информационна и професионална квалификация на учителите към СУ „Св. Кл. Охридски“), както и през курсове по логопедия, организирани от МОН. Особена роля при методичната помощ при работата с децата с нарушения в говора, разработването на методите и подходите за отстраняване на тези недостатъци, обучението на учителите-логопеди при изграждането на училището принадлежи на старши преподавателя по логопедия Ева (Параскева) Илиева.
Учителите обменят опит и с водещи учени в чужбина. През 1975/1976 г. на посещение в училището са група научни работници от Хумболтовия университет в Германия. Д-р Д. Ф. Сюъл (Dr. D. F. Sewell) от Факултета по психология към Университета в Хъл, Великобритания (Dept. Of Psychology, The University of Hull, England) провежда своите наблюдения над учениците през май 1981 г. Гости на училището през декември 1989 г. са проф. Г. В. Чиркина и ст.н.с. В. И. Голод – завеждащ Лаборатория по логопедия в НИИ по дефектология към Института по дефектология на РАМН в Москва. През 1987 г. обменят опит и практика в училището доц. Павел Драганов – ректор, и д-р Д. Милев – заместник-ректор по НИР на Полувисшия институт за детски и начални учители (по-късно Висш педагогически институт и ЮЗУ), Благоевград, проф. ст.н.с. I ст. Стефан Мутафов, д.м.н. проф. Г. Ангушев от СУ „Св. Климент Охридски“ (Катедра „Дефектология“, ФПДНУ), група научни работници начело с безспорно водещия учен проф. Сергей Ляпидевски от Московския държавен университет (Катедра „Психология и логопедия“), група дефектолози от Унгария, проф. Р. Райчев от ИСУЛ, София и много други специалисти и студенти.
Училището е било интегрирано и с Югозападния университет „Неофит Рилски“ в Благоевград и студенти по логопедия са провеждали практика в него. Училището е предлагало и разнообразни извънкласни и кръжочни занятия за учениците, особено резултатни сред които са музикалните занимания и изяви на духовия ученически оркестър – носител на множество регионални, окръжни и национални отличия, вокалната група и детски естраден оркестър. Обследването и определянето терапията на речта на децата се извършваше от терапевти, психолози и педагози-логопеди. Важна роля за обследването на учениците принадлежи на д-р Юлия Велчева – клиничен психолог от Плевен, член на медико-педагогическата комисия и консултант на децата от Логопедичното училище в с. Тотлебен. Сутрешната ведрина на учениците се изпълнява в съпровод на духовия оркестър и се играят народни танци, като елемент от музикотерапията, въведена за пръв път като методическа работа в училището. Центърът не функционира.
През 1994 г. учители и логопеди от училището съвместно с преподаватели от СУ „Климент Охридски“ и Българската академия на науките учредяват фондация „Младен и Мария Антонови“, наименувана на създателя и директор на Логопедичното училище от основаването му през 1962 г. до 1985 г. Младен Антонов Кунчев (27 декември 1929 – 11 май 1985). Фондацията има за цел да възстанови бившето Логопедично училище по съвременните изисквания, както и да подпомага наследилия го Дом за деца, лишени от родителски грижи в с. Тотлебен.
Младен Антонов Кунчев е директор на местното Основно училище „Кирил и Методий“ в с. Тотлебен от 1958 до 1962 г. През 1960 г. към него е основан Дом за деца и юноши – първият в Плевенски окръг интернат за деца от социално слаби и многодетни семейства. Повече от 500 деца с речеви проблеми от цялата страна и от социално слаби и многодетни семейства от окръга са настанени в 3-те пансиона и се обучават в двете училища в селото.